# 流渡镇
流渡镇，是中华人民共和国贵州省遵义市正安县下辖的一个乡镇级行政单位。

## 行政区划
流渡镇下辖以下地区：
流渡村、星光村、中华村、和平村、古城村、林观村、新桥村和白花村。